# NGC 1522
NGC 1522 је лентикуларна галаксија у сазвежђу Златна риба која се налази на NGC листи објеката дубоког неба.
Деклинација објекта је - 52° 40' 10" а ректасцензија 4h 6m 7,6s. Привидна величина (магнитуда) објекта NGC 1522 износи 12,9 а фотографска магнитуда 13,9. NGC 1522 је још познат и под ознакама ESO 156-38, FAIR 301, AM 0404-524, IRAS 04048-5248, PGC 14462.